# Campo de Agde
El campo de concentración de Agde fue campo de internamiento ubicado en la localidad de Agde en el departamento de Hérault en el sur de  Francia. Construido entre los meses de entre febrero y mayo de 1939  con el objetivo de internar a las personas  huidas de la guerra civil española y el triunfo de las tropas golpistas, el llamado bando nacional y la represión posterior. El campo de Agde sería conocido como campo de los catalanes al ser la mayoría de los internados de origen catalán. Tras la reunificación de  los internos españoles en septiembre de 1939, el campo fue utilizado para la reclutar voluntarios para el ejército belga. A finales de  1940 el gobierno francés de Vichy lo utilizó para internar a judíos y extranjeros que luego eran enviados a los campos de exterminio de Europa del este. En 1944, tras la retirada del ejército alemán se cerraron y desmantelaron las instalaciones.

## Historia
Entre enero y febrero de 1939, los meses previos al final oficial de la guerra el 1 de abril, se produjo el éxodo masivo de casi medio millón de personas, mayoritariamente civiles, hacia la vecina Francia, dando inicio a lo que se conoce como el exilio republicano español que duró hasta 1975. Este éxodo es conocido como "Retirada". 
El gobierno francés aplicó la legislación sobre emigración que había aprobado en 1938 y procedió a internar a los refugiados españoles en campos de concentración que construyó en el llamado "midi francés".
El número de refugiados huidos de España ha sido fijado, según el informe Valiére en 440.000 de los cuales la mitad eran soldados, 170.000 mujeres, niños y ancianos, 40.000 inválidos y 10.000 personas heridas. Los primeros refugiados fueron aojados en campos de internamiento  ubicados en playas del departamento de Pirineos Orientales en las localidades de Le Barcarès, Saint Cyprien y Argèles-sur-Mer. Estas instalaciones recibieron el nombre de "campos de arena". tras  la saturación de los mismos se abrieron otros en lugares ya más alejados de la costa y de la frontera con España entre los que se encontraba el campo de Agde.
El 28 de febrero de 1939 se comenzó a construir el campo de internamiento de Agde para lo cual, previa comunicación del responsable de campos de internamientos franceses, el general Menard, al Prefecto de Hérault, llegaron al lugar varios refugiados españoles y dos compañías de ingenieros procedentes del campo de Saint-Cyprien.  El 15 de mayo se inauguraron las instalaciones que ocupaban 30 hectáreas y estaban formadas por 250 barracas. Los internos, procedentes en su mayoría  de otros campos ya saturados, llegaron a 24.000 personas. Se construyó a las afueras de la ciudad en un terreno militar en desuso ubicado en la ampliación de un cuartel de guardia móvil a la izquierda de la carretera de Sète, en el lugar que hoy ocupa el colegio René-Cassin.
En junio de 1939 se comenzó a dar destino a los internos, unos fueron repatriados a España, otros alistados a la Legión Extranjera y otros destinados a las Compañías de Trabajadores Extranjeros (CTE) quedando el campo vacío en septiembre de ese mismo año. A partir de ese mes hasta junio de 1940 , recibió voluntarios y soldados movilizados checoslovacos que participaron en los combates contra el ejército alemán y luego se utilizaron las instalaciones para el reclutamiento de voluntarios para el ejército belga hasta finales de agosto de 1940. a finales de ese año, ya con el gobierno colaboracionista de Vichy, se volvió a utilizar como campo de internamiento para ciudadanos extranjeros hasta que en el otoño de 1943 quedó fuera de servicio, en agosto de 1944, tras la derrota del ejército nazi, las instalaciones fueron desmanteladas definitivamente.
En 1947 se constituyó en Agde la Agrupación Catalana de Inválidos y Mutilados de Guerra. El 12 de febrero de 1989 se inauguró un monumento a la memoria de los refugiados que pasaron por el campo.

## La Asociación para la Memoria de Campo de Agde
El comité de historia local de Agde, formado por ciudadanos interesados en la historia de la ciudad del campo de Agde, realizó trabajos de investigación y recopilación sobre el campo de concentración. En el 50 aniversario de su creación pidieron a las autoridades municipales la construcción de un monumento que recordará en campo e hiciera memoria de las personas que pasaron por él. El monumento  se inauguró el 12 de febrero de 1989. 
En 2011 se planteó la constitución de una asociación para salvaguardar y difundir la memoria  de ese periodo histórico. Al año siguiente se realizó el primer encuentro y se constituyó la  Asociación para la Memoria de Campo de Agde  con el objetivo de mantener la memoria y difundir la historia de la instalación. Al año siguiente se realzó el primer encuentro y se fundó  La Asociación para la Memoria de Campo de Agde (AMCA) que quedó constituida el 28 de febrero y registrada oficialmente el 1 de junio del mismo año.

## Origen de los internos
La mayoría, sobre el 80%, de los internos que llegaron al campo de Agde procedían del campo de concentración de Argelès-sur-Mer y eran de origen catalán. Tenían relación a los partidos Esquerra Republicana de Catalunya, Estat Català, Unió de Rabassaires i Altres Cultivadors del Camp de Catalunya y funcionarios de la administración catalana debido al interés del gobierno francés de mantener separados a estos refugiados de otros republicanos españoles dadas las divergencias políticas y a las negociaciones con la  Generalidad de Cataluña que intentaba concentrar a los catalanes en un mismo espacio evitando la dispersión y dislocación del colectivo catalán en el exilio.
El campo tenía tres secciones o sectores, las dos primeras se ocuparon con refugiados pertenecientes al Partido Socialista Unificado de Cataluña (PSUC) y la tercera por personas relacionadas con otros partidos catalanes, haciendo evidente la ruptura entre el mundo republicano catalán. 
El alto número de refugiados catalanes hizo que el campo tuviera una ambiente catalán, en palabras de  Pere Puig Subinyà empresario y militante de  Unió de Rabassaires y a Esquerra Republicana de Catalunya, 

Hemos conseguido darle un carácter propio a este campo. Todos los carteles, avisos y pedidos están redactados en catalán; el altavoz está en nuestras manos; .../... la militarización es más nominal que efectiva; el ambiente es muy catalán.

## Características
El campo estaba rodeado por una doble valla de alambre de púas y vigilado por guardias móviles y fusileros senegaleses. Compuesto por barracones ligeros, el campo estaba diseñado para albergar a 20.000 personas, pero acogió a más de 24.000 en condiciones precarias, especialmente en términos de salud.
Este campo estaba dividido en tres grupos distintos, tres campos, de hecho. A finales del mes de mayo de 1939, los refugiados estaban distribuidos en cada uno de los tres campos: 7.208 en el campo n°1 , 8.002 en el campo n°2  y 9.014 en el campo n°3.  Cada uno de los campos tenía su comisaría, su enfermería, su almacén de alimentos.
A principios del mes de marzo de 1939 320 refugiados del campo de Saint-Cyprien fueron empleados en trabajos de construcción: movimientos de tierras, montaje de cuarteles, etc. Los refugiados fueron alojados en barracones de 40 metros de largo y 6,25 metros de ancho con capacidad para 250 personas. Algunos barracones se trajeron del campo de Barcarès, los demás se habían construido in situ.
El campo de Agde dependía de la autoridad administrativa para su abastecimiento y de la autoridad militar para su vigilancia. Los oficiales del Ejército Republicano Español eran responsables ante el Estado Mayor del ejército francés de la disciplina y organización interna del campo (distribución de alimentos, limpieza, atención médica, etc.)
El campo de concentración de Agde  tenía las siguientes características:
- Periodo de actividad: de febrero de 1939 a 1943, en 1944 fue desmantelado.
- Actividades que acogió:

Internamiento de refugiados españoles.
Centro de formación para el ejército checoslovaco
Centro de reclutamiento para el ejército belga
“Campo de tránsito” para soldados del norte de África francés
Campo de alojamiento para trabajadores indochinos
Campo de internamiento para judíos, apátridas, gitanos….
Campo de reagrupamiento para fusileros malgaches.
- Personas que pasaron por el capo: Unas 50.000 personas.
- Sectores: 3 campos componían este campo de concentración.
- Superficie: 30 hectáreas.
- Perímetro: 2,8 kilómetros de periferia
- Número de barracones: 250 casetas de 40×6 m

## Personajes relevantes
Por Agde pasaron varios artistas y personajes relevantes, algunos de ellos son:
- Agustí Bartra, poeta, narrador, dramaturgo, crítico y traductor.
- José Cabrero Arnal, caricaturista autor del famoso perro Pif.
- Josep Bartoli Guiu, pintor, diseñador y escritor.
- Alfred Bartos militar que participó en la muerte del dirigente nazi Heydrich.
- Arthur Kéry Escoriguell autor y pintor.
- Francesc Prat i Puig, arqueólogo y arquitecto.
- Luis Royo Ibáñez, militar, uno de “la Nueve” que liberó París.
- Jesús Guillén Bertolin, más conocido como Gillembert, pintor y decorador.
- Gerardo Lizarragua, pintor.
- Francisco Marco Chilet, pintor, director y docente.
- Josep Narro Celorrio, diseñador e ilustrador.
- Antonio Pérez Balada, futbolista.
- Josep Torrent Buch, diseñador y pintor.
- Francisco Vázquez Díaz más conocido como Compostela, escultor.
- Padre Vives, intelectual.

Los artistas Pere Cadena, Antoni Clavell y  Àngel Tarrac fueron contratados por el ayuntamiento de Agde para la decoración de la sala de honor de la casa consistorial, sala que en la actualidad se usa para la realización de bodas civiles. El arqueólogo Francesc Prat i Puig junto a  Raymond Aris, realizó diferentes investigaciones en una finca cercana, la finca de Clape, cerca del cabo de Agde, donde descubrió un poblado Íbero con murallas y una necrópolis. 